# Новосолдатка (Воронезька область)
Новосолдатка (рос. Новосолдатка) — село у Реп'євському районі Воронезької області Російської Федерації.
Населення становить 928 осіб. Входить до складу муніципального утворення Новосолдатське сільське поселення.

## Історія
Населений пункт розташований у історичному регіоні Чорнозем'я. Від 1928 року належить до Реп'євського району, спочатку в складі Центрально-Чорноземної області, а від 1934 року — Воронезької області.
Згідно із законом від 15 жовтня 2004 року входить до складу муніципального утворення Новосолдатське сільське поселення.

## Населення
| 2010 | 2012 | 2013 | 2014 | 2015 | 2016 | 2017 |
| ---- | ---- | ---- | ---- | ---- | ---- | ---- |
| 849  | ↗862 | ↗866 | ↘856 | ↗876 | ↗903 | ↗948 |
| 2018 |      |      |      |      |      |      |
| ↘928 |      |      |      |      |      |      |

## Уродженці
- Дьогтєв Петро Максимович (1918—2003) — Герой Радянського Союзу.